# Federazione pallavolistica del Gambia
La Federazione gambiana di pallavolo (eng. Gambia Volleyball Association, GVBA) è un'organizzazione fondata per governare la pratica della pallavolo in Gambia.
Organizza il campionato maschile e femminile, e pone sotto la propria egida la nazionale maschile e femminile.
Ha aderito alla FIVB nel 1972.